# Uschis erste Liebe
Uschis erste Liebe ist eine deutsche Stummfilmkomödie in 2 Akten aus dem Jahr 1922. Wer Regie führte, ist nicht überliefert. In den Hauptrollen spielten Willy Fritsch und Uschi Elleot.

## Handlung
Der neue Lehrer der Mädchenklasse 1a sitzt am Lehrertisch. Die Mädchen tuscheln und sind sehr aufgeregt, der Lehrer kann sich nur schwer durchsetzen. Auch Schülerin Uschi hat sich in ihn verliebt und träumt an ihrem Platz vor sich hin, steht schließlich auf, schlendert nach vorn und beugt sich über den Lehrertisch. Der Lehrer schickt sie mit einer unwirschen Handbewegung zurück auf ihren Platz. Aber Uschi hat einen Plan.
Die Schule ist aus. Uschi verfolgt den Lehrer und sieht ihn zusammen mit einer anderen Frau. Gemeinsam mit ihrem Freund Krümel versucht sie mit einigen Tricks, aber erfolglos, das Pärchen auseinanderzubringen. Sie wird unter Arrest gestellt, während ihre Schulkameradinnen mit dem neuen Lehrer einen Ausflug machen. Krümel kann sie jedoch befreien und leiht ihr seine Kleidung, so dass sie, als Junge verkleidet, am Schulausflug teilnehmen kann. Ihre Tarnung fliegt auf, aber der neue Lehrer ist nicht böse, sondern schließt sie, nachdem er erfahren hat, warum sie alles auf sich genommen hat, küssend in die Arme. Uschi wiederum ist glücklich, als sie erfährt, dass seine weibliche Begleitung nur seine Schwester war.

## Produktionsnotizen
Über den lediglich 2 Akte umfassenden Film ist nur sehr wenig bekannt. Eine unvollständige 35-mm-Kopie ist jedoch im Filmarchiv des Deutschen Bundesarchivs vorhanden.
In der zeitgenössischen Presse wird er als Teil einer Tetralogie von Lustspielen mit Uschi Elleot beworben, die auch die Kurzfilme Prinzessin Uschi, Uschi heiratet Dollars und Uschi studiert eine Rolle umfasste.
Der Film entstand im Oktober 1922. Nach seiner Zensur am 14. November 1922 wurde er im Anschluss in Berlin uraufgeführt.